# MOMOIRO CLOVER Z DOME TREK 2016 “AMARANTHUS/白金の夜明け”
『MOMOIRO CLOVER Z DOME TREK 2016 “AMARANTHUS/白金の夜明け”』（ももいろクローバーゼット ドーム・トレック にせんじゅうろく “アマランサス/はっきんのよあけ”）は、2016年に開催されたグループ初の全国ドームツアーで、延べ25万人超を動員した。
Blu-ray & DVDとして発売。DAY1とDAY2それぞれ特典として、約1時間半に及ぶドキュメンタリー映像を収録したディスクが付属。Blu-ray BOXとDVD BOXにはライブ音源を収録したCDも付属。

## 概要
音楽業界では珍しい、オリジナルフルアルバムの2作同時リリースという試みが行われ、それらの世界観を再現するツアーとなった。
DAY1：3rdアルバム『AMARANTHUS』
起きて見る夢がテーマで、人の一生を表現
DAY2：4thアルバム『白金の夜明け』
寝て見る夢がテーマで、ファンタジーを表現
ライブ前半でアルバムの曲を収録順に披露し、後半でグループの定番曲やメンバーのトークなどを繰り広げた。
公演の数ヶ月前に見学した嵐のコンサートにもインスパイアされ、特定の曲中に一人ひとりのメンバーをフィーチャーする演出を行った。ツアー開始のわずか１か月前から練習を開始し、以下に挑んだ。
- 玉井詩織：ピアノ

披露曲「青春賦」「MOON PRIDE」
幼少期に習っていたことから挑戦。当初は前奏だけの予定だったが、フルで弾ききった。
- 百田夏菜子：フープダンス

披露曲「デモンストレーション」「イマジネーション」
幼少期に新体操の経験があったことから挑戦。先生の「心で踊れ」のアドバイスを体現した。
- 佐々木彩夏：エレキギター

披露曲「泣いてもいいんだよ」「夢の浮世に咲いてみな」
中3の誕生日に”弾けたらかっこいい”と思ってエレキギターを買っていた経緯がある。ツアー中にも技を追加し、パワーコード・チョーキング・アーミング・ピックスクラッチを駆使して演奏した。
- 高城れに：タップダンス

披露曲「Guns N' Diamond」「『Z』の誓い」
小学生の頃に習っていたことから挑戦。本番の直前まで入念に準備し、公演の回数を経るにつれてパフォーマンスが向上。
- 有安杏果：ドラム

披露曲「ツヨクツヨク」「コノウタ」
手が小さくてもハンデが少ないことから、中学の音楽の授業や番組の企画で挑戦したことがあったため。ツアー中にも技を追加し、ドラマーの村石雅行とセッションを行った。
グループ初のドームツアーということで、客席との距離感の遠さを心配したメンバーらが、バルーン（気球）を使った移動を提案。グループとしては初の試みであったが、最大で地上30メートルを歌いながら周回し、最上階の席まで近づくことが可能となった。さらにツアーの途中から、バルーンのつりかごの床部分を透明にしてファンから見えやすくするという、音楽業界では初の試みも行われた。
今回のライブでは、演出に服部国博を起用。「ももクロシルク」と名付けられたサーカス団による大道芸パフォーマンスが、開場時からアリーナ席の通路で繰り広げられ、本編中にもステージに登場。さらに、各地の高校の吹奏楽部により編成されたマーチングバンドも加わった。

## MOMOIRO CLOVER Z DOME TREK 2016　DAY1 “AMARANTHUS”

### セットリスト
札幌では＊印のアルバム曲をカットし、overture以降は独自のセットリスト。Blu-ray & DVDには、西武公演を収録。
1. embryo -prologue-
2. WE ARE BORN
ライブ映像 - GYAO!
3. モノクロデッサン
4. ゴリラパンチ
5. 武陵桃源なかよし物語＊
6. 勝手に君に＊
7. 青春賦
8. サボテンとリボン
9. デモンストレーション
10. 仏桑花
11. 泣いてもいいんだよ
12. Guns N' Diamond
13. バイバイでさようなら
14. HAPPY Re:BIRTHDAY

overture ~ももいろクローバーZ参上! ! ~
1. Z女戦争
大阪ではDNA狂詩曲、福岡ではピンキージョーンズ
2. 猛烈宇宙交響曲・第七楽章「無限の愛」
大阪ではキミとセカイ、福岡ではココ☆ナツ
3. ももクロのニッポン万歳!
4. いつか君が
5. 行く春来る春
6. 黒い週末
7. Chai Maxx
8. ツヨクツヨク
9. 行くぜっ! 怪盗少女
10. 走れ! -Z ver.-（アンコール）
11. スターダストセレナーデ（アンコール）

## MOMOIRO CLOVER Z DOME TREK 2016　DAY2 “白金の夜明け”

### セットリスト
札幌では＊印のアルバム曲をカットし、overture以降は独自のセットリスト。Blu-ray & DVDには、西武公演を収録。
1. 個のA、始まりのZ -prologue-
2. 桃源郷
3. 白金の夜明け
4. マホロバケーション
ライブ映像 - GYAO!
5. 夢の浮世に咲いてみな＊
6. ROCK THE BOAT
7. 希望の向こうへ
8. カントリーローズ -時の旅人-＊
9. イマジネーション
10. MOON PRIDE＊
11. 『Z』の誓い＊
12. 愛を継ぐもの＊
13. もっ黒ニナル果て＊
14. 桃色空（ピンクゾラ）

overture ~ももいろクローバーZ参上! ! ~
1. 労働讃歌
大阪では猛烈宇宙交響曲・第七楽章「無限の愛」、福岡ではキミとセカイ
2. CONTRADICTION
大阪ではZ女戦争、福岡ではDNA狂詩曲
3. 君といつまでも（with 加山雄三）
西武のみ
4. サラバ、愛しき悲しみたちよ
5. ももいろパンチ
福岡ではミライボウル、ナゴヤではどちらも無し
6. ももクロのニッポン万歳!
7. 行く春来る春
8. My Dear Fellow
9. コノウタ
10. 行くぜっ! 怪盗少女
11. GOUNN
12. 走れ! -Z ver.-（アンコール）
13. 僕等のセンチュリー（アンコール）
14. あの空へ向かって（アンコール）
西武のみ。国立競技場ライブ以来、実に2年ぶりの披露となった。

## サポートメンバー
「ダウンタウンももクロバンド」と呼ばれるバンドによる生演奏が行われた。
- 武部聡志 - 音楽監督・キーボード　※ナゴヤ・札幌以外の参加（バンドマスター）
- 本間昭光 - キーボード　※ナゴヤ・札幌ではバンドマスター
- 村石雅行 - ドラムス
- 安達貴史 - ベース
- 浜崎賢太 - ベース
- 佐藤大剛 - ギター
- 西川進 - ギター
- 竹上良成 - サックス
- 加藤いづみ - コーラス

## ツアー日程
札幌公演のみ1日で行われたため、“AMARANTHUS”と“白金の夜明け”が合わさった内容となり、一部の曲はセットリストからカットされた。
| 開催日                                         | 会場（当時の名称）  |
| 2016年2月20日 （DAY1 “AMARANTHUS”）            | ナゴヤドーム        |
| 2016年2月21日 （DAY2 “白金の夜明け”）          | ナゴヤドーム        |
| 2016年2月27日 （“AMARANTHUS”／“白金の夜明け”） | 札幌ドーム          |
| 2016年3月12日 （DAY1 “AMARANTHUS”）            | 京セラドーム大阪    |
| 2016年3月13日 （DAY2 “白金の夜明け”）          | 京セラドーム大阪    |
| 2016年3月26日 （DAY1 “AMARANTHUS”）            | 福岡ヤフオク!ドーム |
| 2016年3月27日 （DAY2 “白金の夜明け”）          | 福岡ヤフオク!ドーム |
| 2016年4月2日 （DAY1 “AMARANTHUS”）             | 西武プリンスドーム  |
| 2016年4月3日 （DAY2 “白金の夜明け”）           | 西武プリンスドーム  |